# Рёнтвед, Пер
Пер Кристиа́н Рёнтвед (дат. Per Christian Røntved; 27 января 1949, Фредериксберг — 15 мая 2023) — датский футболист, играл на позиции нападающего и защитника. Участник Олимпийских игр 1972 года.

## Биография

### Клубная карьера
В течение пяти сезонов Рёнтвед играл за «Брёнсхёй», начиная карьеру как нападающий. Затем его перевели на позицию центрального полузащитника и позже в линию защиты.
В октябре 1972 года перешёл в бременский «Вердер». Дебютировал в Бундеслиге 10 июля 1972 года в матче с берлинской «Гертой»; матч закончился со счётом 1:1. В составе бременского клуба играл в течение семи сезонов, сыграл 194 матча и забил 40 голов. Возглавлявший в 1976 году «Вердер» Отто Рехагель сравнивал Рёнтведа с Беккенбауэром.
В 1979 году перешёл в «Раннерс Фрейя», в котором играл в течение трёх сезонов. Завершил карьеру в клубе «Видовре».

### Карьера в сборной
Сыграл 3 матча за молодёжную сборную Дании. Дебютировал за сборную Дании 25 июня 1970 года в матче со сборной Швеции; матч закончился со счётом 1:1.
Принимал участие на олимпийском футбольном турнире 1972 года, где был основным игроком и сыграл в 6 матчах на турнире. В течение долгого времени Рёнтвед был капитаном сборной Дании. Всего за сборную Дании сыграл 75 матчей и забил 11 голов и установил рекорд по количеству матчей за национальную сборную. Этот рекорд в 1989 году был побит Мортеном Ольсеном, который сыграл 102 матча.

### Личная жизнь
В 1984 году в возрасте 35 лет перенёс кровоизлияние в мозг, в результате которого у него была парализована одна сторона тела. После реабилитации он продолжал работать в футбольной сфере, путешествовал по стране и читал лекции о своей инвалидности.
Его младший брат Ким был профессиональным футболистом.

### Смерть
Скончался 15 мая 2023 года в возрасте 74 лет после продолжительной болезни.